# جان ون گول
جان ون گول (انگلیسی: Jean Van Gool; ۲۸ ژانویهٔ ۱۹۳۱ – ۱۳ ژوئیهٔ ۱۹۸۶) بازیکن فوتبال اهل فرانسه بود.
از باشگاه‌هایی که در آن بازی کرده‌است می‌توان به باشگاه فوتبال لیل اشاره کرد.